# Mayville (hrabstwo Clark)
Mayville – miasto w Stanach Zjednoczonych, w stanie Wisconsin, w hrabstwie Clark.